# Moskovski (ville)
Pour les articles homonymes, voir Moskovski.
Moskovski (en russe : Московский) est une ville sous la juridiction de la ville fédérale de Moscou, dépendant du district municipal de Moskovski, au sein du district administratif de Novomoskovski, en Russie.
 
Elle est située à 25 km au sud-ouest de Moscou et à 5 km de l'aéroport international de Vnoukovo. Sa population s'élève à 15 611 habitants en 2008.

## Histoire
La ville a d'abord été un village créé en 1968 près du combinat agricole Mosagro (Agrokombinat Moskovski). Elle a le statut de ville depuis 2004. Un service de minibus relie la ville à la station Iougo-Zapadnaïa du métro de Moscou.
Avant le 1er juillet 2012, Chtcherbinka dépendait de l'oblast de Moscou, dans le raïon de Leninski.

## Source
- (ru) Informations sur Moskovski